# معركة لانديز لين
وقعت معركة لانديز لين، التي تعرف أيضًا باسم معركة نياجارا فولز، بتاريخ 25 يوليو 1814، أثناء حرب 1812، بين الجيش الأمريكي الغازي والجيش البريطاني والكندي بالقرب من المدينة التي تعرف اليوم باسم نياجارا فولز في مقاطعة أونتاريو الكندية. اتسمت معركة لانديز لين بأنها أكثر المعارك دموية في حرب 1812 وفي التاريخ الكندي، إذ وقع فيها أكثر من 1731 ضحية بينهم 258 قتيل.
لم يتمكن أي من الجيشين من حسم المعركة التي آلت إلى طريق مسدود، إلا أن الخسائر الكبيرة التي لحقت بالجيش الأمريكي عجلت من انسحابه من ميدان المعركة، وأخذ بعد ذلك البريطانيون زمام المبادرة الاستراتيجية.

## خلفية
بتاريخ 3 يوليو 1814، شن الجيش الأمريكي، بقيادة اللواء جاكوب براون، هجومًا عبر نهر نياجارا بالقرب من منبعه في بحيرة إري. استولت القوات التابعة لبراون على الموقع البريطاني في مدينة فورت إيري واستمرت بعدها بالتقدم باتجاه الشمال. بعد يومين، تمكن أحد لوائيه، التابع لقوات المشاة الأمريكية والذي كان تحت قيادة الجنرال وينفيلد سكوت، من هزيمة قوة بريطانية بقيادة اللواء فينياس ريال بمعركة شيباوا.
بعد أيام قليلة من المعركة، تمكن براون من محاصرة الدفاعات البريطانية على طول نهر شيباوا، وتراجع البريطانيون إلى حصن جورج بالقرب من مصب نهر نياجارا في بحيرة أونتاريو. افتقر براون إلى المدفعية الثقيلة وإلى القوات الضرورية لمهاجمة الموقع الذي تحصن فيه البريطانيون الذين تمكنوا بدورهم من السيطرة على بحيرة أونتاريو عبر سرب من القوات البحرية. كان العميد البحري، إسحاق تشاونسي، قائد السفن الأمريكية المتمركزة في ميناء بلدة ساكت هاربور في مقاطعة جيفيرسون بنيويورك، ينتظر فرقاطات ومراكب عسكرية جديدة ليكمل استعدادات فرقته لمواجهة السرب البريطاني. تأخر السرب الأمريكي في عملية التجهيز لمواجهة السرب البريطاني بسبب مرض تشاونسي، ولم ترسل أي تعزيزات أو أسلحة ثقيلة إلى براون، وتمكن البريطانيون من تحريك عدة وحدات عبر بحيرة أونتاريو لتعزيز حماية حصن جورج الذي تمركزوا فيه.
تمكن الجيش الأمريكي، بقيادة براون، من السيطرة على مدينة كوينزتون، الواقعة على بعد أميال قليلة إلى الجنوب من حصن جورج، لفترة امتدت معظم شهر يوليو. تعرض الأمريكيون، خلال هذا التقدم، لمضايقات من قبل الميليشيا الكندية ومحاربي الأمم الأولى. بحلول 24 يوليو، عاد براون بقواته، إلى نهر شيباوا، عازمًا على تأمين إمداداته قبل التقدم غربًا نحو برلنغتون. بمجرد تقاعدِ بروان، تقدمت قوات المشاة والميليشيا البريطانية الخفيفة بقيادة اللواء فينياس ريال إلى لانديز لاي، الواقعة على بعد 4 أميال (6.4 كم) إلى الشمال من نهر شيباوا، بهدف تسهيل التواصل مع القوة الأمريكية الرئيسية.

## المعركة

### التحركات الأولية

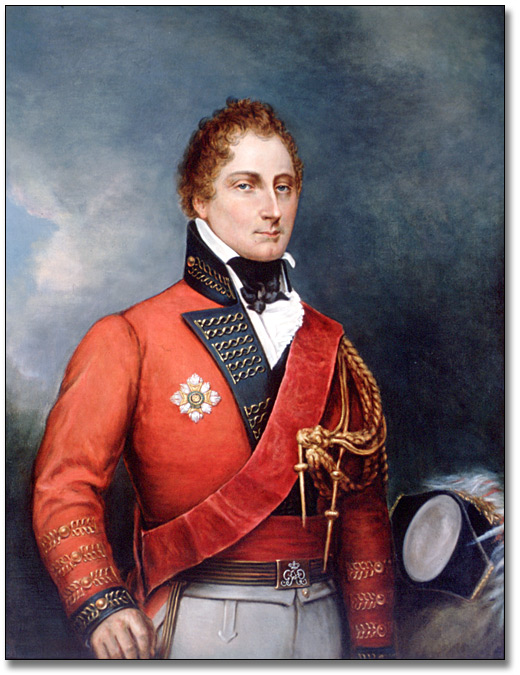
ألغي أمر الانسحاب نحو حصن جورج من قبل قائد الفيلق جوردون دروموند، الذي طلب بالمقابل مساندة عسكرية لتعزيز مواقعه في لانديز لين.

في أولى ساعات الفجر من يوم 25 يوليو، وصل قائد الفيلق البريطاني، ونائب حاكم كندا العليا، جوردون دروموند، إلى حصن جورج لتولي قيادة العمليات العسكرية في شبه جزيرة نياجارا بشكل شخصي. فور وصوله، أمر دروموند القوة العسكرية الأمريكية بقيادة جون تاكر بالتقدم جنوبي حصن نياجارا (الذي استولى عليه البريطانيون في ديسمبر 1813) على طول الجانب الشرقي من نهر نياجارا، على أمل أن تجبر هذه الخطوة براون على الانسحاب من الضفة الغربية. مخالفًا لتوقعات دروموند، أمر بروان قواته بالتقدم نحو الشمال، عازمًا على إجبار البريطانيين على استدعاء قافلة عسكرية جديدة لحماية حصن جورج. يبدو أن الأمريكيين لم يكونوا على دراية بمدى تمسك البريطانيين بلانديز لين.